# Miquel Navarro Sorní
Miquel Navarro Sorní   (Xirivella, 16 de novembre de 1954) és un historiador i sacerdot valencià. Ha centrat la major part de la seua investigació històrica en l’estudi de la família Borja i en la història eclesiàstica de València

## Biografia
Miquel Navarro va nàixer a Xirivella el 1954. Va estudiar la secundària al Seminari Metropolità de València i estudis eclesiàstics a la Facultat de Teologia de València. Va ser becari del Real Col·legi del Corpus Christi de València del qual es col·legiat permanent.
Es va llicenciar en Teologia a la Facultat de Teologia de València i es va doctorar en Història Eclesiàstica a la Pontifícia Universitat Gregoriana de Roma, amb una tesi sobre Calixt III Borja i Alfons V el Magnànim.
Va ser director del Col·legi Major Universitari Sant Joan de Ribera, de Burjassot (1988-1995), becari investigador de l’Instituto de Estudios Históricos Españoles de la Iglesia Nacional Española de Santiago y Nuestra Señora de Montserrat, de Roma (1992-1995) i investigador (2007-2008) del projecte Diccionari general d'Història Eclesiàstica de València.
Va rebre el Premi Ausiàs March individual (2006) dels Amics de la Reial Acadèmia de Cultura Valenciana.
Va ser membre de l'Acadèmia Valenciana de la Llengua (2011-2015) i actualment és Catedràtic d'Història de l'Església en la Facultat de Teologia de València President de l'Acadèmia d'Història Eclesiàstica de València i membre de la Càtedra Fides et Ratio de la Universitat catòlica de València. És subdirector de l’IVEMIR-UCV (Institut Isabel de Villena d’Estudis Medievals i Renaixentistes, de la Universidad Católica de València) i de la seua revista Specula.

## Obres
Les seues publicacions es poden agrupar en tres temes:
En primer lloc sobre els Borja: ha centrat la major part de la seua investigació històrica en l’estudi de la família Borja i, en concret, d’Alfons de Borja, el papa Calixt III, del qual ha publicat una extensa biografia: Alfonso de Borja, papa Calixto III i les fonts documentals: Documents per a la història d'Alfons de Borja, papa Calixt III (2008).
El segon tema seria la Història eclesiástica de València, especialment en els segles xv i xvi: La Iglesia y la expansión mediterránea de la Corona de Aragón (1991) i Dos valencianos en la sede de Pedro: los papas Borja y las diócesis valencianas durante los siglos xv y xvi (2006), La vida religiosa en la València de Roís de Corella (2014), Isabel de Villena teòloga: La Immaculada Concepció de Maria en la seua Vita Christi (2022), entre d'altres.
I finalment ha publicat sobre el Patriarca Joan de Ribera: destaquem el Catálogo de incunables y de obras impresas del siglo xvi, no registradas en el inventario de 1966, de la Biblioteca de San Juan de Ribera (1990) i Los libros del Patriarca Ribera. Fe y cultura en el tránsito del Renacimiento al Barroco (2011), i El Patriarca Juan de Ribera y las beatas: el caso de Margarita Agulló (2022).